# Panoràmix
Panoràmix és un personatge de ficció de la sèrie de còmics d'Astèrix el Gal, creat per René Goscinny i Albert Uderzo. És l'únic que sap fer la poció màgica que converteix els gals en irreductibles. Apareix a tots els àlbums.

## Identitat
És el druida del poblet gal, molt savi, i ha guanyat diverses vegades l'olla d'or al millor druida en la reunió anual del bosc dels carnuts. És amic de l'Astèrix i l'Obèlix, encara que aquest a vegades s'enfada perquè a ell no li deixa beure poció màgica. Quan l'Astèrix i l'Obèlix eren petits, ell feia de mestre a l'escola. Ha de collir el vesc amb una falç d'or perquè funcioni la poció màgica (se li va trencar a l'àlbum Astèrix i la falç d'or i els herois gals van haver de buscar-ne una altra a Lutècia). Una vegada va donar un barril de poció a Noiquintòrax, cosí de l'Astèrix, a Astèrix a Bretanya, tot i que al final es va perdre i van substituir la poció màgica per una nova herba que havia descobert dels països bàrbars: el te. A l'àlbum El combat de caps per culpa de l'Obèlix va perdre la memòria i va posar en perill el llogaret gal.

## Panoràmix al món
Com molts personatges de la sèrie Astèrix, el seu nom evoluciona segons els països i el llenguatge de les seves edicions: per tant, se l'anomena
- Akvavitix en finlandès
- Getafix en anglès
- Miraculix en alemany
- Аспириникс (Aspiriniks) en serbi
- Büyüfiks en turc
- Magicoturmix en hongarès
- हकीम वैधिक्स (Hakeem Vaidhix) en hindî
- Etashetamix en bengali
- Sjóðríkur en islandès
- אשפיקס (Ashafix) en hebreu
- Miraklomiks en esperanto
- Marschmeramix en alsacià
- Panoramix, en portuguès, holandès, espanyol, català i italià